# Antonio Ungar
Antonio Ungar (Bogotá, 1974) es un escritor colombiano, cuentista y novelista. En 2010 obtuvo el Premio Herralde de novela con su obra Tres ataúdes blancos.

## Carrera literaria
Ha desempeñado diversos oficios en Colombia, Inglaterra, México, España e Israel/Palestina. Suyos son los libros de cuentos Trece circos comunes (Norma, 1999) y De ciertos animales tristes (Norma, 2000), y las novelas Zanahorias voladoras (Alfaguara, 2004) y Las orejas del lobo (Ediciones B, 2006, finalista del premio al mejor libro extranjero en Francia en 2008, CI, Les Allusifs). Su novela, Tres ataúdes blancos, ganó en 2010 el Premio Herralde de Novela.  Se trata de una farsa en clave de humor negro sobre un dictador de América Latina en un supuesto país, Miranda, que podría ser cualquier país de la región.
En 2011 fue finalista en el premio Rómulo Gallegos, está siendo traducida a siete idiomas y se va a adaptar al cine. Sus cuentos han sido incluidos en veinticinco antologías en seis idiomas y han aparecido en revistas norteamericanas, latinoamericanas y europeas. Recientemente sus cuentos fueron reunidos en castellano en el volumen Trece circos y otros cuentos comunes (Alfaguara, 2009).  Ha escrito crónicas para revistas y diarios en Colombia, España, Francia, Holanda y Estados Unidos. En Colombia su trabajo como cronista fue reconocido en el año 2006 con el Premio Nacional de Periodismo Simón Bolívar. En 2005 fue el latinoamericano escogido para asistir a la residencia de escritores de la Universidad de Iowa. En 2007 formó parte del grupo Bogotá 39.
En su novela Mirame (2018) retrata la obsesión de un xenófobo frente a la inmigración, un hombre que sueña con un pasado glorioso para su país en ruinas.
Sus libros están traducidos a siete idiomas. 
Su última novela, Eva y las fieras, está siendo traducida al francés y al alemán.

## Obras
Colecciones de cuento
- Trece circos comunes (Norma, 1999, Santa Fé de Bogotá, Colombia)
- De ciertos animales tristes (Norma, 2000, Bogotá, Colombia)
- Trece circos y otros cuentos comunes (1994-2001) (Alfaguara, 2010)

Novela
- Zanahorias voladoras (Alfaguara, 2004)
- Las orejas del lobo (Ediciones B, 2006, Bogotá, Colombia)
- Tres ataúdes blancos (Anagrama 2010) Premio Herralde de Novela 2010. Finalista del Premio Rómulo Gallegos 2011.
- Mírame (Anagrama, 2018)
- Eva y las fieras (Anagrama, 2021)

Literatura infantil y juvenil
- Corazón de león, 2016

Libros en coautoría
- Contar cuentos (2001) Con Liliana Woloschin de Glaser

## Participaciones en antologías (hasta 2010)
- 1. 2001 (Alemania) Und traumten vom leben: erzahlungen aus kolumbien. (Peter Schultze-Kraft, ed.) Zúrich. Edition 8. 2001. 430 pág.
- 2. 2001 (Colombia) La horrible noche: relatos de violencia y guerra en Colombia. (Peter Schultze-Kraft, ed.) Bogotá. Planeta. 2001. 271 pág.
- 3. 2001 (España). Letras capitales. Barcelona. ICCI. 2001. 123 pág.
- 4. 2002 (Colombia) Cuentos caníbales: antología de nuevos narradores colombianos. (Luz Mery Giraldo, ed.)  Bogotá. Alfaguara. 2002. 294 pág.
- 5. 2004 (España) Pequeñas resistencias 3. Antología del nuevo cuento sudamericano. (Juan Carlos Chirinos, ed.) Madrid. Páginas de Espuma. 2004. 421 pág.
- 6. 2005 (Colombia) Autores del Quijote: 1605-2005. (Carlos Rincón & Sarah González de Mójica, eds.) Bogotá. Editorial Pontificia Universidad Javeriana. 2005. 201 pág.
- 7. 2005 (Colombia) Cuentos y relatos de la literatura colombiana: tomo II. (Luz Mery Giraldo, ed.) Bogotá. Fondo de Cultura Económica. 2005. 592 pág.
- 8. 2006 (Colombia) 100 autores colombianos del siglo XX antes y después de García Márquez. (Plinio Apuleyo Mendoza, ed.) Bogotá. Ministerio de Relaciones Exteriores. 2006.
- 9. 2007 (México) Al filo de la navaja: diez cuentos colombianos. (Juan Gabriel Vásquez, ed.) México D. F. UNAM. 2007. 209 pág.
- 10. 2007 (Colombia) Antología de narradores colombianos calibre 39. (Roberto Rubiano Vargas, ed.) Bogotá. Villegas. 2007. 245 pág.
- 11. 2007 (Colombia) Bogotá 39: antología de cuento latinoamericano. (Guido Tamayo, ed.) Bogotá. Ediciones B. 2007. 413 pág.
- 12. 2007 (Colombia) Segunda antología del cuento corto colombiano (Guillermo Bustamante Zamudio & Harold Kremer, eds.) Bogotá. Universidad Pedagógica Nacional. 2007. 187 pág.
- 13. 2008 (Colombia ) Escribir es lo que cuenta (Heriberto Fiorillo, ed.) Barranquilla. Fundación la Cueva. 2008. 319 pág.
- 14. 2008 (Colombia) Este verde país: cuentos colombianos (Patricia Miranda, ed) Medellín. Hombre Nuevo Editores. 2008. 234 pág.
- 15. 2008 (Argentina; Bolivia; Chile) El futuro no es nuestro: nueva narrativa latinoamericana. (Diego Trelles Paz, ed.) Buenos Aires. Eterna Cadencia; Santa Cruz de la Sierra. Editorial La hoguera; Santiago. Uqbar. 2008. 270; 255; 198 pág.
- 16. 2009 (México) De lengua me como un cuento: antología latinoamericana. (Paola Tinoco, ed.) México D. F. Editorial Axial. 2009.
- 17. 2010 (España) El corazón habitado: últimos cuentos de amor en Colombia. (José Manuel García Gil, ed.) Cádiz. Algaida. 2010.
- 18. 2010 (Alemania) Schiffe aus Feuer: 36 Geschichten aus Lateinamerika (Antología de escritores latinoamericanos nacidos después de la década del 60). Berlín. Fisher Verlag. 2010.